# 川島愛里沙
川島 愛里沙（かわしま ありさ、1994年〈平成6年〉3月24日 - ）は、日本のグラビアアイドル、YouTuber。北海道生まれ。愛称はありんぬ、ありちゃん。ナインズプロモーション所属。

## 略歴
2018年、ミスFLASH2019にエントリーしファイナリストまで残るも、同じ北海道出身の沙倉しずかにグランプリの座を奪われ落選。
2019年11月23日、初のイメージビデオ「Nice to meet you」をリリース。同年12月20日、サンケイスポーツがプロデュースするアイドルユニット『ジャナドル』のメンバーとして活動開始。主にサンスポのWeb上やYouTubeチャンネルにおいて、ブルマーを着用しながら活動を行ったが、2022年3月31日をもって解散となる。
2021年7月28日に、8月より再結成されたKNU oNEWの黄色担当としてデビューすることが予告され、8月22日に開催された対バンライブ「GIRLS×GIRLS×GIRLS ～KNU oNEW お披露目Night!～」より活動を開始した。
2023年10月2日にリップよりナインズプロモーションへ移籍。KNU oNEWの活動は2023年12月30日の現体制ラストライブをもって卒業。KNU oNEW卒業後は同OGの璃乃と「おしんぬ」を結成して活動していたが、璃乃の引退に伴い2024年6月29日をもって終了。

## 人物
特技は唐揚げ50個食い、バドミントン。
KNU oNEWにおけるメンバーカラーは黄色。キャッチコピーは「ワンパクパクパク」。

## 作品

### イメージビデオ
1. Nice to meet you（2019年11月23日発売／NONSTYLEレーベル）[3]

## 出演
ジャナドル、KNUoNEW、おしんぬとしての出演を除く

### テレビドラマ
- トクメイ!警視庁特別会計係　第3話（2023年10月30日、関西テレビ・フジテレビ） - 役名不明 [11]

### 舞台
- アリスインプロジェクト（作品不明）
- まいっちんぐマチコ先生
- 劇団FunnyLollipopMonster「歌唱戦隊ライブレンジャー～ 6thシングル　星の輝きに未来を馳せて ～」（2023年7月、武蔵野芸能劇場）桜木未来 役[12]

### CM
- 37ゲームズジャパン「日替わり内室」5周年イベント桃色サマーパーティー編（アプリゲーム、2023年）[13]

### 書籍・雑誌
- ラジコンマガジン 2024年8月号（八重洲出版）[14]
- ラジコンオフロードカーをはじめよう！（八重洲出版、2024年発行）[15]